# Nexus Factory
Nexus Factory est une société de production audiovisuelle belge, fondée en 2005 par Sylvain Goldberg et Serge de Poucques et active entre 2005 et 2019. 
La société a fait faillite en 2019 à la suite notamment d'une fraude.

## Informations économiques
La société est financée par des partenariats en Belgique avec les fonds d’investissement publics, les partenaires financiers Tax Shelters, les chaînes de télévision et les distributeurs, ainsi que par des producteurs à l’étranger.

## Filmographie

### Longs-métrages
- 2006 : Fauteuils d'orchestre de Danièle Thompson
- 2009 : J'ai oublié de te dire... de Laurent Vinas-Raymond
- 2010 : A bout portant de Fred Cavayé
- 2010 : Libre échange de Serge Gisquière
- 2011 : Hollywoo de Pascal Serieis et Frédéric Berthe
- 2011 : Les Lyonnais d'Olivier Marchal
- 2011 : Les Tribulations d'une caissière de Pierre Rambaldi
- 2011 : Nicostratos le pélican d'Olivier Horlait
- 2012 : Dead Man Talking de Patrick Ridremont
- 2012 : Le Prénom de Matthieu Delaporte et Alexandre de La Patellière
- 2012 : Cloclo de Florent Emilio Siri
- 2012 : Mauvaise Fille de Patrick Mille
- 2012 : Mais qui a retué Pamela Rose ? de Kad Merad et Olivier Baroux
- 2012 : Plan de Table de Christelle Raynal
- 2012 : La mer à boire de Jacques Maillot
- 2012 : Maman d'Alexandra Leclère
- 2012 : JC comme Jésus Christ de Jonathan Zaccaï
- 2013 : Les Garçons et Guillaume, à table ! de Guillaume Gallienne
- 2013 : Boule et Bill d'Alexandre Charlot et Franck Magnier
- 2013 : Au Bonheur des Ogres de Nicolas Bary
- 2013 : Gibraltar de Julien Leclercq
- 2013 : Le jour attendra de Edgar Marie
- 2013 : Des gens qui s'embrassent de Danièle Thompson
- 2013 : Demi-Sœur de Josiane Balasko
- 2014 : La Famille Bélier d'Eric Lartigau
- 2014 : Escobar : Paradise Lost d'Andrea di Stefano
- 2014 : Un illustre inconnu de Matthieu Delaporte
- 2014 : Fiston de Pascal Bourdiaux
- 2014 : Situation amoureuse : c'est compliqué de Manu Payet et Rodolphe Lauga
- 2014 : A Toute Epreuve d'Antoine Blossier
- 2014 : Mea Culpa de Fred Cavayé
- 2014 : Ablations d'Arnold de Parscau
- 2015 : Moonwalkers d'Antoine Bardou-Jacquet
- 2015 : Taularde d'Audrey Estrougo
- 2015 : Un Début Prometteur d'Emma Luchini
- 2015 : Arrêtez-moi là ! de Gilles Bannier
- 2015 : Bamberski de Vincent Garenq
- 2015 : La Résistance de l'air de Fred Grivois
- 2015 : Vicky de Denis Imbert
- 2015 : On voulait tout casser de Philippe Guillard
- 2015 : Connasse, princesse des cœurs d'Eloïse Lang et Noémie Saglio
- 2015 : Les Gorilles de Tristan Aurouet
- 2015 : Papa ou Maman de Martin Bourboulon
- 2015 : Les Souvenirs de Jean-Paul Rouve
- 2015 : Pension complète de Florent Emilio Siri
- 2016 : Tout, tout de suite de Richard Berry
- 2016 : Les Visiteurs 3 : La Terreur de Jean-Marie Poiré
- 2016 : La Tour de contrôle infernale d'Eric Judor
- 2016 : Going to Brazil de Patrick Mille
- 2017 : Santa et Cie d'Alain Chabat
- 2019 : Play d'Anthony Marciano

### Animation

#### Télévision
- 2015 : Sammy & Code Nicolas Le Nevé et Olivier Jongerlynck
- 2016 : 7 Nains et moi de Luc Chalifour et Tarik Hamdine

#### Cinéma
- 2008 : Max & co de Sam et Fred Guillaume
- 2009 : La Véritable Histoire du chat botté de Pascal Herold
- 2015 : Pourquoi j'ai pas mangé mon père de Jamel Debbouze

### Séries télévisées
- 2009-2011 : Fritkot de Patrick Spadrille et Hugues Hausman
- 2012 : Métal Hurlant Chronicles (saisons 1 et 2) de Guillaume Lubrano et Justine Veillot
- 2014 : What The Fake de Jérôme Vandewattyne

### Téléfilms
- 2009 : Bonne Année quand même ! d'Hugues Hausman
- 2011 : La Grève des femmes de Stéphane Kappes
- 2012 : Bxl/Usa de Gaetan Bevernaege
- 2012 : On se quitte plus de Laurence Katrian
- 2012 : La Méthode Claire de Vincent Monnet

### Documentaires
- 2005 : La Grande Odyssée de Gallien Chanalet-Quercy
- 2007 : Belgique sous X de Tristan Bourlard et Vanessa Lhuillier
- 2009 : De Jean-Claude à Vandamme de Sébastien Rensonnet
- 2009 : Les grands couturiers de Benjamin Luypaert[4]
- 2011 : Ça n'arrive pas qu'aux stars de Benjamin Luypaert
- 2011 : Makay, les aventuriers d'un monde perdu de Pierre Stine
- 2011 : Le Système Bernie de Mathieu Roy
- 2015 : Le monde de Peyo de Benjamin Luypaert

### Courts-métrages
- 2010 : Conduite Intérieure de Lionel Jadot
- 2010 : Bambino de Valérie Muzzi
- 2011 : Madame Papa de Sam Garbarski et Tania Garbarski

### Divertissements TV
- 2008 : Viva La Musica
- 2008-2009 Le meilleur du web
- 2009 : En tête à tête avec Jean-Claude Van Damme[4]
- 2009-2013 : Sans chichis : Belle en une semaine